# Roberto Vázquez
Roberto Vazquez (conhecido popularmente como "O Falso Quico") ficou conhecido por ter se apresentado em circos e shows dizendo ser o criador do personagem Quico (interpretado pelo ator mexicano Carlos Villagrán), do seriado El Chavo del Ocho (Chaves, no Brasil).
Vazquez surgiu no sul do Brasil, em 1996, pouco depois de uma turnê de Carlos Villagrán pelo país, e foi um imitador do Quico que alegava ser o criador do personagem de Villagrán. Aproveitando-se do sucesso do seriado e da pouca informação no interior do Brasil, Vazquez começou a se apresentar em um circo no Rio Grande do Sul. Suas apresentações foram muito bem sucedidas, seus shows lotavam e em pouco tempo, ele começou a chamar a atenção da imprensa, que acreditou ser Vazquez o "verdadeiro criador do personagem". Vazquez já deu entrevistas para jornais como o Diário Gaúcho e na televisão, para os programas A Casa é Sua, da RedeTV! e Jogo da Vida, da Rede Bandeirantes.
As suas atuações como o personagem de Quico durou mais de uma década, até que com a popularidade da internet, vários sites levantaram a suspeita de que Roberto Vazquez se era de fato o verdadeiro Quico.
Em outubro de 2015, foi flagrado novamente se apresentando perto da Fronteira Brasil-Uruguai no município gaúcho de Arroio Grande, onde foi bem recebido, regado com muitos fogos de artifícios e comemorações com o incentivo da primeira dama do município. Foi o último registro de Roberto Vazquez, que depois desapareceu novamente. Em 24 de abril de 2019, o Fórum Chaves, comunidade de fãs de Chaves no Brasil, confirmou que em 2017, Roberto Vazquez faleceu aos 73 anos em Pelotas. A causa da morte é desconhecida.